# اوسپدالتو اوجانئو
اوسپدالتو اوجانئو (به ایتالیایی: Ospedaletto Euganeo) یک کومونه در ایتالیا است که در استان پادووا واقع شده‌است. اوسپدالتو اوجانئو ۲۱٫۴ کیلومتر مربع مساحت و ۵٬۶۶۷ نفر جمعیت دارد و ۱۲ متر بالاتر از سطح دریا واقع شده‌است.